# Kinder Pinguì
Kinder Pinguì (in origine Kinder Pinguino) è un prodotto dolciario da frigorifero della Ferrero S.p.A.. Si tratta di una barretta di cioccolato da 30 grammi a base di una preparazione leggera al latte con un rivestimento e uno strato separatore di cioccolato.

## Storia
Tra la fine degli anni ottanta e l'inizio degli anni novanta, l'azienda Ferrero cercava nuove soluzioni per far fronte alla concorrenza. Fra le varie idee, Michele Ferrero concepì il progetto di una serie di snack da consumare a temperatura da frigorifero, per rinfrescare. Fu così che nacque nel 1991 la Linea Fresco, che nel 1993 vide come secondo prodotto il Kinder Pinguí.

## Prodotto
Il Kinder Pinguì è un dolce semifreddo ricoperto al cioccolato composto da pan di spagna al cacao, ripieno di due strati di crema al latte separati da una sfoglia di salsa al cioccolato, il tutto ricoperto da una copertura al cioccolato fondente. Ogni unità pesa circa 30 g, ed è venduta incartata singolarmente in confezioni da quattro, sei o otto pezzi.

### Varianti
Nel tempo l'azienda ha ideato delle varianti all'originale. Oggi la linea Kinder Pinguí, oltre a quello al cioccolato, conta due diversi prodotti:
- Kinder Pinguì Cocco (1997) - la prima variante, con ripieno di crema al latte e cocco e scaglie di cocco sulla copertura. Successivamente è entrata in commercio un'altra variante al cocco nella quale sono assenti le scaglie di cocco esterne.
- Kinder Pinguì Ciliegia (2020) - commercializzata da gennaio, contenente salsa alla ciliegia.[1]

Altre varianti, invece sono state ritirate dal commercio:
- Kinder Pinguì Lampone (2015-2016) - commercializzata dal 5 febbraio, contenente salsa al lampone.[2] In seguito è stato specificato sulla pagina ufficiale Facebook che si trattava di un'edizione limitata.
- Kinder Pinguì Caramello (2017-?) - variante contenente crema al caramello.

## Marketing
Il Kinder Pinguì è uno snack pensato per una fascia d'età bassa (bambini-adolescenti), perciò le strategie di mercato dell'azienda hanno sempre puntato su una linea pubblicitaria adeguata. La merendina è rappresentata da una mascotte ed è stata pubblicizzata nel tempo in diverse forme, sia con gadget (tra cui una serie di schede telefoniche Telecom Italia), sia con videogiochi.

### Mascotte
La mascotte del prodotto è un pinguino blu. Il personaggio ha subito varie modifiche nel tempo: inizialmente era un personaggio disegnato con uno smoking blu con una spilla a forma di fiocco di neve berretto rosso, doppiato fra gli altri da Paolo Torrisi. Per un periodo fra la fine degli anni duemila e i primi anni dieci, essa è stata ritirata, per tornare nel 2015 con un nuovo stile in computer grafica: il pinguino attuale è azzurro, senza smoking o berretto, ma con la spilla.
Il pinguino in uso attualmente è stato nuovamente modificato assumendo le forme e caratteristiche di un cucciolo diPinguino imperatore.

### Videogiochi
Due advergames commissionati dalla Ferrero per il Microsoft Windows uscirono tra il 1999 e il 2001:
- Cocco Game (edito da Artematica e Inferentia)[7] - Dato in allegato a Topolino è un platform a scorrimento orizzontale in 2D, in cui vede il pinguino attraversare quattro unici livelli tropicali affinché riprenda la sua noce di cocco contenente il Kinder Pinguì Cocco, che gli è stata sottratta da una scimmia.
- Fresh Adventures (edito da Westka Interactive,[8] pubblicato da Ubi Soft Entertainment) - Action/platform a scorrimento anch'esso in 2D, però con il modello e le animazioni di protagonisti e nemici in 2.5D. Si articola in quattro livelli di diverse ambientazioni ciascuno, all'inizio scovabili separatamente nelle confezioni e in seguito inclusi su una compilation denominata Fresh Adventures Collection,[9] dove sono selezionabili. Qui prevede il controllo sia del pinguino Kinder Pinguì che di Kinder Fetta al Latte (Kinder Paradiso invece spiega i comandi e le procedure prima che il gioco cominci). Lo scopo lungo un livello è quello di trovare i sei precisi ingredienti della ricetta rubata, che una volta raccolti danno automatico accesso allo scontro col suo boss, il quale bisogna sconfiggerlo per recuperare alla fine tale ricetta.